# Долна-Невля
Долна-Невля (болг. Долна Невля), Доня-Невля (серб. Доња Невља) — село, разделённое между Болгарией и Сербией. Болгарская часть входит в общину Драгоман Софийской области, сербская — в общину Димитровград Пиротского округа.
Население болгарской части составляет 1 человек (2020).